# الاتحاد الدولي لعلوم الراديو
الاتحاد الدولي للعلوم راديو (بالإنجليزية: International Union of Radio Science)‏ هو اتحاد تأسس عام 1919 وضمن 26 نقابة علمية دولية يتكون منها المجلس الدولي للعلوم.

## روابط خارجية
- الموقع الرسمي
- اللجنة الوطنية الأمريكية التابعة للاتحاد الدولي لعلوم الراديو